# Alfred Kolodniak
Alfred („Fred“) Kolodniak (* 9. Oktober 1931 in Dewitz) ist ein ehemaliger deutscher Politiker (SED). Er war von 1984 bis 1990 Vorsitzender des Rates des Bezirkes Halle.

## Leben
Kolodniak, Sohn eines Melkers, besuchte die Grundschule in Dewitz und absolvierte von 1946 bis 1949 eine Ausbildung zum Klempner und Installateur in Burg Stargard. Anschließend war er Praktikant auf der Mathias-Thesen-Werft in Wismar. Zwischen 1950 und 1954 studierte er an der Fachschule für Schiffbautechnik Wismar mit Abschluss als Ingenieur für Schiffsmaschinenbau. 1954/55 war er als Ingenieur für Neuererwesen im VEB Mansfeld Bergbau-Kombinat „Wilhelm Pieck“ tätig, 1956/57 als Hauptreferent für Neuererwesen in der Hauptverwaltung für Erzbergbau im Volkswirtschaftsrat der DDR in Eisleben und von 1958 bis 1966 als Leiter des Büros für Neuererwesen in der VVB NE-Metallindustrie in Eisleben. Zwischen 1958 und 1960 absolvierte er ein Fachschulfernstudium beim Amt für Erfindungs- und Patentwesen in Berlin, mit Abschluss als Patent-Ingenieur.
1959 trat er der SED bei. Von 1964 bis 1969 war er Parteiorganisator des ZK und Sekretär der SED-Betriebsparteiorganisation in der VVB NE-Metallindustrie Eisleben bzw. in der VVB Metallaufbereitung Berlin. Zwischen 1968 und 1973 absolvierte er ein weiteres Fernstudium, diesmal an der Parteihochschule „Karl Marx“ mit Abschluss als Diplom-Gesellschaftswissenschaftler. Von 1969 bis 1979 war Kolodniak als politischer Mitarbeiter in der Abteilung Maschinenbau/Metallurgie des ZK der SED mit der wirtschaftspolitischen Betreuung des Mansfeld-Kombinats „Wilhelm Pieck“ in Eisleben, des Bergbau- und Hüttenkombinats „Albert Funk“ in Freiberg und des Kombinats Metallaufbereitung Halle betreut.
Von November 1979 bis Dezember 1983 fungierte er als Generaldirektor des VEB Kombinat Metallaufbereitung in Halle. Von Februar 1984 bis Januar 1990 war er schließlich Vorsitzender des Rates des Bezirks Halle sowie von 1985 bis Januar 1990 auch Abgeordneter des Bezirkstags Halle. 
Von 1982 bis 1989 wirkte er auch als Vorsitzender des Bezirksvorstandes der Volkssolidarität Halle und war Mitglied ihres Zentralvorstandes.
Im Januar 1990 wurde Kolodniak aus der SED/PDS ausgeschlossen.

## Auszeichnungen
- Vaterländischer Verdienstorden in Bronze (1979)